# Norbert Witte
Norbert Witte (* 27. April 1955 in Landshut) ist ein deutscher Schausteller und Enkel des berühmten Jahrmarktkünstlers und Hochstaplers Otto Witte (König von Albanien). Von 1991 bis 2001 war er Betreiber des Berliner Freizeitparks Spreepark. Er ist geschieden und hat fünf Kinder.

## Leben
Norbert Witte wuchs als Sohn eines Schaustellers und einer Lehrerin im Hamburger Schaustellermilieu auf. Beim Versuch, in der Nacht vom 13. auf den 14. August 1981 ein defektes Getriebe an seiner Kompaktloopingbahn Katapult auszubauen, geriet Wittes Teleskopkran in die Flugbahn des Karussells Skylab. Bei dem bis heute schwersten Kirmesunfall starben sieben Menschen und 15 wurden teils schwer verletzt. Das Landgericht Hamburg verurteilte ihn 1985 wegen fahrlässiger Tötung und fahrlässiger Körperverletzung zu einer Bewährungsstrafe von einem Jahr. Weil sich Witte dem Prozess entzogen hatte, musste er einige Zeit in Untersuchungshaft zubringen.
Unbekannte verübten auf die in einer Hamburger Lagerhalle abgestellte Loopingbahn Katapult einen Brandanschlag, bei dem diese schwer beschädigt wurde. Schmierereien an den Wänden der Lagerhalle deuteten auf einen Racheakt im Zusammenhang mit dem Unfall hin.
Nach dem Verkauf des beschädigten Katapult gastierte Witte mit einem Musikexpress überwiegend in Jugoslawien, da er für deutsche Kirmesveranstaltungen keine Zulassungen mehr bekam. Etwa zu Beginn der deutschen Wiedervereinigung mietete Witte 1990 zwei Fahrgeschäfte im Berliner Kulturpark.
1991 erhielt die von seiner damaligen Ehefrau Pia Witte vertretene Spreepark GmbH unter sieben Bewerbern den Zuschlag für die Übernahme des vom Berliner Senat abgewickelten VEB Kulturpark Berlin. Der ursprüngliche Ost-Berliner Rummelplatz Kulturpark wurde als Spreepark zu einem Freizeitpark nach westlichem Vorbild umgestaltet. 1997 wurde schließlich mit dem Berliner Senat ein Erbbaurechtsvertrag geschlossen.
Norbert Witte engagierte sich mit seiner Familie ab 1997 verstärkt politisch in der CDU im Berliner Bezirk Treptow. So wurden Angestellte des Spreeparks im Berliner Wahlkampf eingesetzt, um Aufsteller zu verteilen und Plakate zu kleben. Bei einer Bestandsaufnahme 2003 musste Oliver Scholz, der Vorsitzende des Treptow-Köpenicker CDU-Ortsverbandes, eingestehen, dass über 100 der von Witte und seinen Angehörigen geworbenen Neumitglieder lediglich Karteileichen seien. Im Gegenzug wurde Wittes Engagement mit einem fast blinden Vertrauen der Politiker belohnt, was das Land Berlin letztlich 15 Millionen Euro kostete.
Zum Ende der Saison 2001 meldete die Spreepark GmbH & Co. KG Insolvenz an. Am 18. Januar 2002 setzte sich Norbert Witte mit seiner Familie und seinen engsten Mitarbeitern nach Lima in Peru ab. Er verschiffte die sechs Attraktionen Fliegender Teppich, Butterfly, Spider, Baby-Flug, Walzerfahrt und Jet Star in 20 Schiffscontainern. Mitarbeiter ließ Witte im Glauben, er baue die Fahrgeschäfte zu Reparaturzwecken ab. Im Rahmen des 2002 durchgeführten Insolvenzverfahrens blieben Schulden in Höhe von 11 Millionen Euro. 
Norbert Witte scheiterte auch in Lima mit dem Vorhaben, einen Lunapark zu betreiben. Am 19. Mai 2004 wurde Witte zu einer siebenjährigen Freiheitsstrafe verurteilt. Er hatte im November 2003 versucht, in Masten des Fahrgeschäftes Fliegender Teppich 167 kg Kokain von Peru nach Deutschland zu schmuggeln, um damit den Rücktransport der Geräte zu finanzieren. Am 6. November 2003 wurde Witte in Berlin verhaftet. In der Untersuchungshaft in Berlin-Moabit erlitt er einen Herzinfarkt. Im Mai 2008 wurde Witte vorzeitig aus der JVA Düppel entlassen.

## Verschiedenes
Die Neuköllner Oper hat das Debakel um Witte und den Spreepark zu einem dokumentarischen Theaterstück verarbeitet. Regisseur Peter Dörfler drehte über die Familie Witte und den Spreepark den Dokumentarfilm Achterbahn (2009).